# NHL 2010/2011
NHL 2010/2011 byla 93. sezónou severoamerické ligy NHL a byla zahájena třemi dvojzápasy v Evropě. 7. a 8. října 2010 byly hrány zápasy mezi týmy Carolina Hurricanes a Minnesota Wild v Hartwall Areně (Helsinky, Finsko), 8. a 9. října 2010 mezi týmy Columbus Blue Jackets a San Jose Sharks v Ericsson Globe (Stockholm, Švédsko) a 9. a 10. října 2010 mezi týmy Boston Bruins a Phoenix Coyotes v O2 areně (Praha, Česko).

## Základní část
| Východní konference   |                     |    |    |    |     |         |     |     |
| Atlantická divize     |                     |    |    |    |     |         |     |     |
| Lp.                   | Tým                 | Z  | V  | P  | PvP | Sc      | Bl  | B   |
| 1                     | Philadelphia Flyers | 82 | 47 | 23 | 12  | 259-223 | +36 | 106 |
| 2                     | Pittsburgh Penguins | 82 | 49 | 25 | 8   | 238-199 | +39 | 106 |
| 3                     | New York Rangers    | 82 | 44 | 33 | 5   | 233-198 | +35 | 93  |
| 4                     | New Jersey Devils   | 82 | 38 | 39 | 5   | 174-209 | -35 | 81  |
| 5                     | New York Islanders  | 82 | 30 | 39 | 13  | 229-264 | -35 | 73  |
| Severovýchodní divize |                     |    |    |    |     |         |     |     |
| Lp.                   | Tým                 | Z  | V  | P  | PvP | Sc      | Bl  | B   |
| 1                     | Boston Bruins       | 82 | 46 | 25 | 11  | 246-195 | +51 | 103 |
| 2                     | Montreal Canadiens  | 82 | 44 | 30 | 8   | 216-209 | +7  | 96  |
| 3                     | Buffalo Sabres      | 82 | 43 | 29 | 10  | 245-229 | +16 | 96  |
| 4                     | Toronto Maple Leafs | 82 | 37 | 34 | 11  | 218-251 | -33 | 85  |
| 5                     | Ottawa Senators     | 82 | 32 | 40 | 10  | 192-250 | -58 | 74  |
| Jihovýchodní divize   |                     |    |    |    |     |         |     |     |
| Lp.                   | Tým                 | Z  | V  | P  | PvP | Sc      | Bl  | B   |
| 1                     | Washington Capitals | 82 | 48 | 23 | 11  | 224-197 | +27 | 107 |
| 2                     | Tampa Bay Lightning | 82 | 46 | 25 | 11  | 247-240 | +7  | 103 |
| 3                     | Carolina Hurricanes | 82 | 40 | 31 | 11  | 236-239 | -3  | 91  |
| 4                     | Atlanta Thrashers   | 82 | 34 | 36 | 12  | 223-269 | -46 | 80  |
| 5                     | Florida Panthers    | 82 | 30 | 40 | 12  | 195-229 | -34 | 72  |

| Západní konference   |                       |    |    |    |     |         |     |     |
| Centrální divize     |                       |    |    |    |     |         |     |     |
| Lp.                  | Tým                   | Z  | V  | P  | PvP | Sc      | Bl  | B   |
| 1                    | Detroit Red Wings     | 82 | 47 | 25 | 10  | 261-241 | +20 | 104 |
| 2                    | Nashville Predators   | 82 | 44 | 27 | 11  | 219-194 | +25 | 99  |
| 3                    | Chicago Blackhawks    | 82 | 44 | 29 | 9   | 258-225 | +33 | 97  |
| 4                    | St. Louis Blues       | 82 | 38 | 33 | 11  | 240-234 | +6  | 87  |
| 5                    | Columbus Blue Jackets | 82 | 34 | 35 | 13  | 215-258 | -43 | 81  |
| Severozápadní divize |                       |    |    |    |     |         |     |     |
| Lp.                  | Tým                   | Z  | V  | P  | PvP | Sc      | Bl  | B   |
| 1                    | Vancouver Canucks     | 82 | 54 | 19 | 9   | 262-185 | +77 | 117 |
| 2                    | Calgary Flames        | 82 | 41 | 29 | 12  | 250-237 | +13 | 94  |
| 3                    | Minnesota Wild        | 82 | 39 | 35 | 8   | 206-233 | -27 | 86  |
| 4                    | Colorado Avalanche    | 82 | 30 | 44 | 8   | 227-288 | -61 | 68  |
| 5                    | Edmonton Oilers       | 82 | 25 | 45 | 12  | 193-269 | -76 | 62  |
| Pacifická divize     |                       |    |    |    |     |         |     |     |
| Lp.                  | Tým                   | Z  | V  | P  | PvP | Sc      | Bl  | B   |
| 1                    | San Jose Sharks       | 82 | 48 | 25 | 9   | 248-213 | +35 | 105 |
| 2                    | Anaheim Ducks         | 82 | 47 | 30 | 5   | 239-235 | +4  | 99  |
| 3                    | Phoenix Coyotes       | 82 | 43 | 26 | 13  | 231-226 | +5  | 99  |
| 4                    | Los Angeles Kings     | 82 | 46 | 30 | 6   | 219-198 | +21 | 98  |
| 5                    | Dallas Stars          | 82 | 42 | 29 | 11  | 227-233 | -6  | 95  |

Legenda: Lp. - místo, Z - počet utkání, V - vítězství, P - porážky, PvP — porážky v dohrávce, Sc - skóre, Bl - +/- branek, B - body       = vítěz divize,       = postup do playoff

## Pavouk
|  | Čtvrtfinále konference | Čtvrtfinále konference | Čtvrtfinále konference |   |                     | Semifinále konference | Semifinále konference | Semifinále konference |  |   | Finále konference | Finále konference | Finále konference |  |   | Finále Stanley Cupu | Finále Stanley Cupu | Finále Stanley Cupu |
|  |                        |                        |                        |   |                     |                       |                       |                       |  |   |                   |                   |                   |  |   |                     |                     |                     |
|  | 1                      | Washington Capitals    | 4                      |   |                     |                       |                       |                       |  |   |                   |                   |                   |  |   |                     |                     |                     |
|  | 8                      | New York Rangers       | 1                      |   |                     |                       |                       |                       |  |   |                   |                   |                   |  |   |                     |                     |                     |
|  | 8                      | New York Rangers       | 1                      |   | 1                   | Washington Capitals   | 0                     |                       |  |   |                   |                   |                   |  |   |                     |                     |                     |
|  |                        |                        |                        |   | 1                   | Washington Capitals   | 0                     |                       |  |   |                   |                   |                   |  |   |                     |                     |                     |
|  |                        | 5                      | Tampa Bay Lightning    | 4 |                     |                       |                       |                       |  |   |                   |                   |                   |  |   |                     |                     |                     |
|  | 2                      | 5                      | Tampa Bay Lightning    | 4 | Philadelphia Flyers | 4                     |                       |                       |  |   |                   |                   |                   |  |   |                     |                     |                     |
|  | 2                      |                        |                        |   | Philadelphia Flyers | 4                     |                       |                       |  |   |                   |                   |                   |  |   |                     |                     |                     |
|  | 7                      | Buffalo Sabres         | 3                      |   |                     |                       |                       |                       |  |   |                   |                   |                   |  |   |                     |                     |                     |
|  | 7                      | Buffalo Sabres         | 3                      |   |                     |                       |                       |                       |  | 3 | Boston Bruins     | 4                 |                   |  |   |                     |                     |                     |
|  | Východní konference    |                        |                        |   |                     |                       |                       |                       |  | 3 | Boston Bruins     | 4                 |                   |  |   |                     |                     |                     |
|  |                        | 5                      | Tampa Bay Lightning    | 3 |                     |                       |                       |                       |  |   |                   |                   |                   |  |   |                     |                     |                     |
|  | 3                      | 5                      | Tampa Bay Lightning    | 3 | Boston Bruins       | 4                     |                       |                       |  |   |                   |                   |                   |  |   |                     |                     |                     |
|  | 3                      |                        |                        |   | Boston Bruins       | 4                     |                       |                       |  |   |                   |                   |                   |  |   |                     |                     |                     |
|  | 6                      | Montreal Canadiens     | 3                      |   |                     |                       |                       |                       |  |   |                   |                   |                   |  |   |                     |                     |                     |
|  | 6                      | Montreal Canadiens     | 3                      |   | 2                   | Philadelphia Flyers   | 0                     |                       |  |   |                   |                   |                   |  |   |                     |                     |                     |
|  |                        |                        |                        |   | 2                   | Philadelphia Flyers   | 0                     |                       |  |   |                   |                   |                   |  |   |                     |                     |                     |
|  |                        | 3                      | Boston Bruins          | 4 |                     |                       |                       |                       |  |   |                   |                   |                   |  |   |                     |                     |                     |
|  | 4                      | 3                      | Boston Bruins          | 4 | Pittsburgh Penguins | 3                     |                       |                       |  |   |                   |                   |                   |  |   |                     |                     |                     |
|  | 4                      |                        |                        |   | Pittsburgh Penguins | 3                     |                       |                       |  |   |                   |                   |                   |  |   |                     |                     |                     |
|  | 5                      | Tampa Bay Lightning    | 4                      |   |                     |                       |                       |                       |  |   |                   |                   |                   |  |   |                     |                     |                     |
|  | 5                      | Tampa Bay Lightning    | 4                      |   |                     |                       |                       |                       |  |   |                   |                   |                   |  | 3 | Boston Bruins       | 4                   |                     |
|  |                        |                        |                        |   |                     |                       |                       |                       |  |   |                   |                   |                   |  | 3 | Boston Bruins       | 4                   |                     |
|  |                        | 1                      | Vancouver Canucks      | 3 |                     |                       |                       |                       |  |   |                   |                   |                   |  |   |                     |                     |                     |
|  | 1                      | 1                      | Vancouver Canucks      | 3 | Vancouver Canucks   | 4                     |                       |                       |  |   |                   |                   |                   |  |   |                     |                     |                     |
|  | 1                      |                        |                        |   | Vancouver Canucks   | 4                     |                       |                       |  |   |                   |                   |                   |  |   |                     |                     |                     |
|  | 8                      | Chicago Blackhawks     | 3                      |   |                     |                       |                       |                       |  |   |                   |                   |                   |  |   |                     |                     |                     |
|  | 8                      | Chicago Blackhawks     | 3                      |   | 1                   | Vancouver Canucks     | 4                     |                       |  |   |                   |                   |                   |  |   |                     |                     |                     |
|  |                        |                        |                        |   | 1                   | Vancouver Canucks     | 4                     |                       |  |   |                   |                   |                   |  |   |                     |                     |                     |
|  |                        | 4                      | Nashville Predators    | 2 |                     |                       |                       |                       |  |   |                   |                   |                   |  |   |                     |                     |                     |
|  | 2                      | 4                      | Nashville Predators    | 2 | San Jose Sharks     | 4                     |                       |                       |  |   |                   |                   |                   |  |   |                     |                     |                     |
|  | 2                      |                        |                        |   | San Jose Sharks     | 4                     |                       |                       |  |   |                   |                   |                   |  |   |                     |                     |                     |
|  | 7                      | Los Angeles Kings      | 2                      |   |                     |                       |                       |                       |  |   |                   |                   |                   |  |   |                     |                     |                     |
|  | 7                      | Los Angeles Kings      | 2                      |   |                     |                       |                       |                       |  | 1 | Vancouver Canucks | 4                 |                   |  |   |                     |                     |                     |
|  | Západní konference     |                        |                        |   |                     |                       |                       |                       |  | 1 | Vancouver Canucks | 4                 |                   |  |   |                     |                     |                     |
|  |                        | 2                      | San Jose Sharks        | 1 |                     |                       |                       |                       |  |   |                   |                   |                   |  |   |                     |                     |                     |
|  | 3                      | 2                      | San Jose Sharks        | 1 | Detroit Red Wings   | 4                     |                       |                       |  |   |                   |                   |                   |  |   |                     |                     |                     |
|  | 3                      |                        |                        |   | Detroit Red Wings   | 4                     |                       |                       |  |   |                   |                   |                   |  |   |                     |                     |                     |
|  | 6                      | Phoenix Coyotes        | 0                      |   |                     |                       |                       |                       |  |   |                   |                   |                   |  |   |                     |                     |                     |
|  | 6                      | Phoenix Coyotes        | 0                      |   | 2                   | San Jose Sharks       | 4                     |                       |  |   |                   |                   |                   |  |   |                     |                     |                     |
|  |                        |                        |                        |   | 2                   | San Jose Sharks       | 4                     |                       |  |   |                   |                   |                   |  |   |                     |                     |                     |
|  |                        | 3                      | Detroit Red Wings      | 3 |                     |                       |                       |                       |  |   |                   |                   |                   |  |   |                     |                     |                     |
|  | 4                      | 3                      | Detroit Red Wings      | 3 | Nashville Predators | 4                     |                       |                       |  |   |                   |                   |                   |  |   |                     |                     |                     |
|  | 4                      |                        |                        |   | Nashville Predators | 4                     |                       |                       |  |   |                   |                   |                   |  |   |                     |                     |                     |
|  | 5                      | Anaheim Ducks          | 2                      |   |                     |                       |                       |                       |  |   |                   |                   |                   |  |   |                     |                     |                     |

## Finále východní konference
| Utkání  | Tým                 | Výsledek                       | Tým                 |
| ------- | ------------------- | ------------------------------ | ------------------- |
| 1.zápas | Boston Bruins       | 2 - 5 (1:3, 0:0, 1:2) - Report | Tampa Bay Lightning |
| 2.zápas | Boston Bruins       | 6 - 5 (1:2, 5:1, 0:2) - Report | Tampa Bay Lightning |
| 3.zápas | Tampa Bay Lightning | 0 - 2 (0:1, 0:0, 0:1) - Report | Boston Bruins       |
| 4.zápas | Tampa Bay Lightning | 5 - 3 (0:3, 3:0, 2:0) - Report | Boston Bruins       |
| 5.zápas | Boston Bruins       | 3 - 1 (0:1, 2:0, 1:0) - Report | Tampa Bay Lightning |
| 6.zápas | Tampa Bay Lightning | 5 - 4 (1:2, 2:0, 2:2) - Report | Boston Bruins       |
| 7.zápas | Boston Bruins       | 1 - 0 (0:0, 0:0, 1:0) - Report | Tampa Bay Lightning |

Postupuje Boston Bruins 4 : 3 na zápasy

## Finále západní konference
| Utkání  | Tým               | Výsledek                                   | Tým               |
| ------- | ----------------- | ------------------------------------------ | ----------------- |
| 1.zápas | Vancouver Canucks | 3 - 2 (0:1, 1:1, 2:0) - Report             | San Jose Sharks   |
| 2.zápas | Vancouver Canucks | 7 - 3 (2:2, 1:0, 4:1) - Report             | San Jose Sharks   |
| 3.zápas | San Jose Sharks   | 4 - 3 (3:0, 0:0, 1:3) - Report             | Vancouver Canucks |
| 4.zápas | San Jose Sharks   | 2 - 4 (0:0, 0:3, 2:1) - Report             | Vancouver Canucks |
| 5.zápas | Vancouver Canucks | 3 - 2PP (1:0, 0:1, 1:1, 0:0, 1:0) - Report | San Jose Sharks   |

Postupuje Vancouver Canucks 4 : 1 na zápasy

## Finále Stanley Cupu 2010/2011
| Utkání  | Tým               | Výsledek                               | Tým               |
| ------- | ----------------- | -------------------------------------- | ----------------- |
| 1.zápas | Vancouver Canucks | 1 - 0 (0:0, 0:0, 1:0) - Report         | Boston Bruins     |
| 2.zápas | Vancouver Canucks | 3 - 2 PP (1:0, 0:2, 1:0, 1:0) - Report | Boston Bruins     |
| 3.zápas | Boston Bruins     | 8 - 1 (0:0, 4:0, 4:1) - Report         | Vancouver Canucks |
| 4.zápas | Boston Bruins     | 4 - 0 (1:0, 2:0, 1:0) - Report         | Vancouver Canucks |
| 5.zápas | Vancouver Canucks | 1 - 0 (0:0, 0:0, 1:0) - Report         | Boston Bruins     |
| 6.zápas | Boston Bruins     | 5 - 2 (4:0, 0:0, 1:2) - Report         | Vancouver Canucks |
| 7.zápas | Vancouver Canucks | 0 - 4 (0:1, 0:2, 0:1) - Report         | Boston Bruins     |

## Nejproduktivnější hráči základní části
| Poř. | Hráč              | Klub                | Počet utkání | Branky | Asistence | Body |
| ---- | ----------------- | ------------------- | ------------ | ------ | --------- | ---- |
| 1.   | Daniel Sedin      | Vancouver Canucks   | 82           | 41     | 63        | 104  |
| 2.   | Martin St. Louis  | Tampa Bay Lightning | 82           | 31     | 68        | 99   |
| 3.   | Corey Perry       | Anaheim Ducks       | 82           | 50     | 48        | 98   |
| 4.   | Henrik Sedin      | Vancouver Canucks   | 82           | 19     | 75        | 94   |
| 5.   | Steven Stamkos    | Tampa Bay Lightning | 82           | 45     | 46        | 91   |
| 6.   | Jarome Iginla     | Calgary Flames      | 82           | 43     | 43        | 86   |
| 7.   | Alexandr Ovečkin  | Washington Capitals | 79           | 32     | 53        | 85   |
| 8.   | Teemu Selänne     | Anaheim Ducks       | 73           | 31     | 49        | 80   |
| 9.   | Henrik Zetterberg | Detroit Red Wings   | 80           | 24     | 56        | 80   |
| 10.  | Brad Richards     | Dallas Stars        | 72           | 28     | 49        | 77   |

## Ocenění

### Trofeje
| Ocenění                          | Hráč                          | Mužstvo             |
| -------------------------------- | ----------------------------- | ------------------- |
| Art Ross Trophy                  | Daniel Sedin                  | Vancouver Canucks   |
| Bill Masterton Memorial Trophy   | Ian Laperrière                | Philadelphia Flyers |
| Calder Memorial Trophy           | Jeff Skinner                  | Carolina Hurricanes |
| Conn Smythe Trophy               | Tim Thomas                    | Boston Bruins       |
| Frank J. Selke Trophy            | Ryan Kesler                   | Vancouver Canucks   |
| Hart Memorial Trophy             | Corey Perry                   | Anaheim Ducks       |
| Jack Adams Award                 | Dan Bylsma                    | Pittsburgh Penguins |
| James Norris Memorial Trophy     | Nicklas Lidström              | Detroit Red Wings   |
| King Clancy Memorial Trophy      | Doug Weight                   | New York Islanders  |
| Lady Byng Memorial Trophy        | Martin St. Louis              | Tampa Bay Lightning |
| Ted Lindsay Award                | Daniel Sedin                  | Vancouver Canucks   |
| Mark Messier Leadership Award    | Zdeno Chára                   | Boston Bruins       |
| Maurice Richard Trophy           | Corey Perry                   | Anaheim Ducks       |
| NHL Foundation Player Award      | Dustin Brown                  | Los Angeles Kings   |
| NHL Plus/Minus Award             | Zdeno Chára                   | Boston Bruins       |
| Roger Crozier Saving Grace Award | Tim Thomas                    | Boston Bruins       |
| Vezina Trophy                    | Tim Thomas                    | Boston Bruins       |
| William M. Jennings Trophy       | Roberto Luongo Cory Schneider | Vancouver Canucks   |
| Presidents' Trophy               | Presidents' Trophy            | Vancouver Canucks   |
| Prince of Wales Trophy           | Prince of Wales Trophy        | Boston Bruins       |
| Clarence S. Campbell Bowl        | Clarence S. Campbell Bowl     | Vancouver Canucks   |
| Stanley Cup                      | Stanley Cup                   | Boston Bruins       |

### All-Star týmy

#### 1. All-Star tým
- Útočníci - Daniel Sedin (Vancouver Canucks) , Henrik Sedin (Vancouver Canucks) , Corey Perry (Anaheim Ducks)
- Obránci - Nicklas Lidström (Detroit Red Wings) a Shea Weber (Nashville Predators)
- Brankář - Tim Thomas (Boston Bruins)

#### 2. All-Star tým
- Útočníci - Alexandr Ovečkin (Washington Capitals) , Steven Stamkos (Tampa Bay Lightning) , Martin St. Louis (Tampa Bay Lightning)
- Obránci - Zdeno Chára (Boston Bruins) a Ľubomír Višňovský (Anaheim Ducks)
- Brankář - Pekka Rinne (Nashville Predators)

#### NHL All-Rookie Team
- Útočníci - Logan Couture (San Jose Sharks), Michael Grabner (New York Islanders), Jeff Skinner (Carolina Hurricanes)
- Obránci - John Carlson (Washington Capitals) a P. K. Subban (Montreal Canadiens)
- Brankář - Corey Crawford (Chicago Blackhawks)